# Orygmalpheus
Orygmalpheus is een geslacht van kreeftachtigen uit de klasse van de Malacostraca (hogere kreeftachtigen).

## Soort
- Orygmalpheus polites De Grave & Anker, 2000